# Plume
Plume é uma editora estadunidense. Fundada em 1970 como a marca de comercialização da New American Library. Hoje é uma divisão do Penguin Group, com catálogo de cerca de 700 títulos.